# Rasim Öztekin
Rasim Öztekin (Istanboel, 14 januari 1959 - aldaar, 8 maart 2021) was een Turks toneelspeler en acteur. Van 1977 tot 2021 speelde hij in meer dan vijftig films. Öztekin is de vader van actrice Pelin Öztekin.

## Biografie

### Overlijden
Öztekin stierf op 8 maart 2021 in Istanboel op 62-jarige leeftijd aan een hartaanval. Hij werd twee dagen later begraven op de begraafplaats Zincirlikuyu te Istanboel. Prominente kunstenaars en politici, zoals Cem Yılmaz, Cüneyt Arkın, Yılmaz Erdoğan, Hülya Koçyiğit, Demet Akbağ, Şoray Uzun, Gülse Birsel en Ata Demirer, spraken hun condoleances uit.

## Filmografie
| Jaar | Titel               | Rol          | Extra |
| ---- | ------------------- | ------------ | ----- |
| 2004 | G.O.R.A.            |              |       |
| 2005 | Pardon              |              |       |
| 2005 | Şans Kapıyı Kırınca | José Ricardo |       |
| 2007 | Kabadayı            |              |       |
| 2010 | Gelecekten Bir Gün  | Canal        |       |
| 2013 | Düğün Dernek        |              |       |